# 慈光五村
慈光五村，是位於台北市北投區文林北路上的眷村、沿磺溪至石牌橋邊，係1977年中華民國第一夫人蔣宋美齡爭取為中華民國陸軍外島服勤軍官眷屬所興建之配給住宅。
慈光五村住宅分為十棟，每棟為四層或五層鋼筋混凝土建築。大門進來右邊有兩棟半四層住宅，左邊有兩棟四層及五層住宅；往內走早期有棵大樹，後改為溜冰場。溜冰場左側早年堆放工地建材及大型混泥土車，後改為溜滑梯、蹺蹺板與守望相助亭。蹺蹺板的左側是一棟五層樓住宅，五層樓住宅側邊早期為紅土，孩童常於此玩彈珠；另一遍靠河堤的為籃球場，後因車輛越來越多便改為停車場。
停車場旁著有電話亭與佈告欄，頗有眷村風味。五層樓住宅正對著後門，後門的左右兩側共有四棟四層樓住宅，前後門右側為菜渣回收處。住戶多為當時陸軍將校級軍官，包括一位參謀總長（羅本立）及一位國防部長（湯曜明）。
慈光五村早年四周多為農田、竹林及樹林。因位於磺溪旁，每逢大雨常淹水至半樓高，村民孩童常以大型保麗龍當船泛舟，在外島返鄉軍官便以游泳回村。村落前可遠望觀音山，村後可望陽明山、十八份山與北淡線列車，但現在四周早已被大樓覆蓋了。大門旁左邊過石牌橋，早年尚有豆漿工廠，也造福當時許多村民，如今已不復存。
早年的忠十二路後來改名為德行西路，路口從前即為台北美國學校。每當上、下學時，多有外國人經由村內道路往返，有如洋人街一般。河堤旁早年多樹木，後因施工堆放許多工材，1991年後期改建為建民公園。
2007年，慈光五村改建，前後共計30年。